# 결핵균
결핵균(結核菌, 학명: Mycobacterium tuberculosis, 약칭:MTB)은 미코박테륨의 일종으로, 결핵을 일으키는 주 원인이 되는 세균이다. 1882년 3월 24일, 로베르트 코흐에 의해 발견되었다. 결핵균은 세포 표면(주로 미콜산)에 밀랍같은 코팅이 있어서 그람 염색이 스며들지 않기 때문에, 항산성(Acid-Fast) 검출 방법이 사용된다.
결핵은 산소를 매우 좋아하며, 높은 수준의 상준이를 필요로 한다. 호흡기에 주로 전염되는 결핵균은 폐를 감염시키며, 결핵을 일으킨다. 가장 흔한 결핵의 진단 방법은 피부 검사, 항산성 검사, 흉부 방사선 사진 등이다.
결핵균의 게놈은 1998년에 배열 순서가 밝혀졌다.

## 병리 생리학
결핵균이 자라기 위해서는 산소가 필요하다. 결핵균은 세포벽의 지방질의 함유량이 높아 세균학상의 어떠한 염색도 유지하지 않으며, 그람 양성도 아니고, 그람 음성도 아니다. 따라서, 질-닐슨 염색 또는 항산성 염색이 사용된다. 경험적으로 미코박테리아가 그람 양성의 범주에 맞지 않는 듯하지만, 이들은 외부 세포막이 없어 항산성 그람 양성 세균으로 분류된다.
결핵균은 15 ~ 20시간마다 분열하는데, 이는 분 단위로 분열하는 다른 세균들에 비하면 매우 느린 속도이다. 결핵균은 작은 간균으로, 약한 소독에 견딜 수 있고, 내성포자의 상태로 수 주를 지낼 수 있다. 이러한 저항력과 발병력은 특히 인지질이 많은 세포벽 때문으로 여겨진다.
폐에서 결핵균은 폐포대식세포에 의해 제거되지만, 세균은 소화되지는 않는다. 세균의 세포벽은 식포와 리소좀의 융합을 막는다. 특히 결핵균은 결합 분자(bridging molecule)인 초기 엔도솜 자기항원 1(early endosomal autoantigen 1, EE1)을 막는다. 어쨌거나, 이러한 차단은 영양소로 가득찬 소낭의 결합을 막지 않는다. 결과적으로, 세균의 증가는 대식세포내에서 억제되지 않는다. 세균은 또한 'UreC' 유전자를 갖고 있어서, 식포의 산성화를 막는다.
결핵균의 돌연변이를 구성하고 각각의 유전자산물을 특정 역할에 대해 시험할 수 있는 기술은 결핵균의 발병과 독성 요인에 대한 이해를 크게 증진시켰다. 분비·배출된 여러 단백질들은 병의 발생에 있어 중요한 것으로 알려졌다.

### 세균의 변종
결핵균은 약 100개의 종이 확인되고 제안된 마이코박테륨의 종류이다. 가장 가까운 종으로는 나균이 있다. 결핵균은 유전적으로 다양한 것처럼 보인다. 결핵균은 생물지리학적인 집단구조를 보이며, 서로 다른 계통들은 서로 다른 지리학적 지역에 관련되어 있다.

### 현미경 관찰

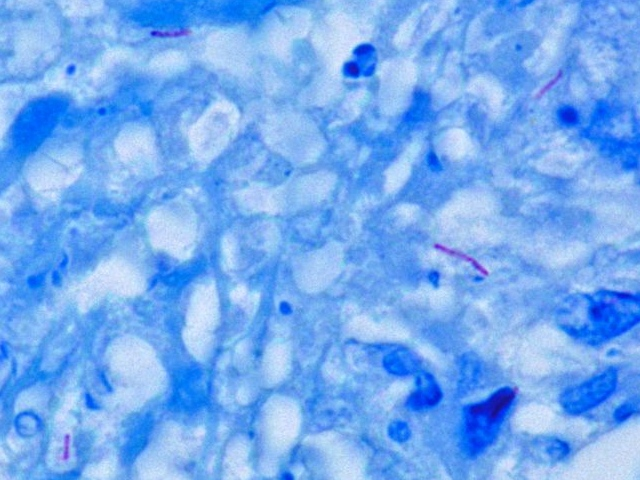
조직(파랑색) 속의 결핵균(붉은색)

결핵균은 랑그한스 거세포를 포함하는 건락화된 육아종이 특징이다. 병균은 항산성 염색에서 붉은 색으로 식별된다.

## 유전자
H37Rv 병균의 유전자 게놈이 1998년에 출판되었다. 게놈은 3959개의 유전자, 4백만 개의 염기 쌍으로 되어 있다. 그 중 40%의 역할을 특징지었고, 44%는 가능한 역할을 추측하였다. 6개는 거짓 유전자이다.
250개의 유전자는 지방산 대사와 관련되어 있고, 39개는 밀랍같은 외부막을 생산하는 폴리케티드의 대사와 관련이 있다. 이러한 수는 이러한 외부막의 병원체의 생존에 있어서의 유전적 중요성을 말해준다.
코딩 용량의 10%는 산성의 글리신이 풍부한 단백질을 부호화한 두 무리의 유전자계가 차지하고 있다. 이들 단백질은 보존된 N말단 모티프를 갖고 있으며, 이들을 삭제하면 대식세포와 육아종에서의 성장이 어려워진다.

## 증상
결핵균에 감염된 사람들 중 10%만이 질병으로 진행하며, 이들 중 다수가 감염 후 수 년 사이에 발생하는데, 간균은 체내에서 수십 년 간 휴면기로 지내기도 한다.
결핵균에 감염된 환자들은 병이 더 복잡해질 때까지 증상을 보이지 않기도 한다. 병균이 폐에 들어간 후 증상이 나타나기까지는 수 개월이 걸릴 수 있다. 어쨌거나, 기침은 결핵에 감염되었다는 첫 번째 증상이다. 초기 증상으로 식욕 부진, 신열, 가래가 나오는 기침, 체력 소모, 체중 감소, 식은땀 등은 특유하지 않아 쉽게 다른 질환을 원인으로 볼 수도 있다.
초기의 폐결핵은 질환의 첫 번째 단계로, 신열과 마른 기침, 흉부 X-선으로 알아낼 수 있는 이상을 초래할 수 있다. 하지만, 대부분의 경우 주 감염은 사람들이 극복할 수 있는 정도이다. 이러한 증상은 자연적으로 해결되는데, 그 절반 이상의 경우는 재발한다.
폐에 질환을 일으키는 결핵은 결핵성 흉막염(tuberculous pleuritis)을 일으키기도 하는데, 흉통, 마른 기침과 열 등의 증상이 있을 수 있다. 게다가, 결핵균의 감염은 체내의 다른 부분으로 전파될 수 있는데, 특히 환자의 면역 체계가 약해졌을 경우에 그러하다. 이런 경우를 속립성 결핵이라고 하며, 환자는 열, 체중 감소, 무력감, 식욕 감퇴 등의 증상이 있을 수 있다. 드물지만 속립성 결핵은 기침과 호흡 곤란을 불러일으킬 수 있다.
휴면기 (비활동성) 결핵은 특정 기간이 지난 후에 재발할 수 있으며, 이때에는 종종 폐의 상엽에 발생하고, 증세도 심하여 점액이 많이 생기고, 기침에 피를 토하기도 한다. 대부분의 환자들은 또한 열이 나고, 식욕을 잃으며, 이유 없이 몸무게가 줄고 식은땀이 난다.
감염이 체내의 다른 부위로 옮겨가는 경우 감염 부위에 따라 또 다른 증상이 있을 수 있다. 복강으로 감염이 퍼진 경우, 피로, 부어오름, 민감함, 맹장염과 같은 통증이 일어날 수 있다. 또한, 배뇨시의 고통은 감염이 방광에 도달한 징후일 수 있다. 어린이에는 결핵 감염이 뼈에 영향을 주어 가볍게 부어오르고 작은 고통이 있을 수 있다. 뇌에 감염되면 열, 두통, 메스꺼움, 졸림 등의 증상이 있을 수 있고, 치료되지 않는다면 혼수상태와 두뇌 손상이 생길 수 있다. 감염이 심막에 영향을 주면, 열이 나고, 목정맥이 확장되며, 호흡이 가빠질 수 있다. 신장과 생식계통이 감염되면, 신장 손상에 따른 증상, 불임을 초래할 수 있다.

## 진단
균의 수가 적을 수 있으므로, 연속된 3일 아침에 가래를 채취하며, 표본은 액화와 오염 제거를 위해 3% 수산화칼륨(KOH)나 수산화나트륨(NaOH)으로 처리한다. 산성 용액으로 처리된 후에도 일부 착색을 유지하는 항산성균(AFB)이므로 그람 염색을 하면 안된다. 가장 흔한 착색 기술인 질-닐슨 염색법에서는, 항산성균은 선홍색을 띠며, 푸른 배경에서 선명히 드러난다. 따라서, 세균들은 종종 ‘붉돔’으로 불리기도 한다. 항산성 염색의 원인은 세균의 두껍고 왁스같은 세포벽 때문이다. 세포벽의 왁스같은 성질은 주로 미콜산이 있음으로 비롯된다. 이러한 세포벽은 또한 결핵에서 전형적인 건락성 육아종이 형성되는 원인이 된다. 원인이 되는 요소인 트리할로오스 디미콜레이트는 ‘cord factor’로 불린다. 현미경을 이용한 발견의 각 시야에서 관측되는 균의 수에 따른 해석에 대한 등급 체계가 존재한다. 폐결핵 환자는 가래의 50%에서 AFB(항산성균)를 볼 수 있는데, 이는 균을 찾을 수 없더라도 더 조사할 필요가 있음을 의미한다. 항산성균은 또한 형광 현미경으로도 볼 수 있는데, 이 때 오라민-로다민 염색을 검사에 사용하고 균들은 금색으로 보인다. 또한, 결핵균은 전통적으로 선택적인 배지(Lowenstein-Jensen medium)에서 배양된다. 어쨌거나, 이러한 방법은 꽤 느려서, 배양체가 다 자리기까지는 6 ~ 8주 정도 걸리며, 결과 보고를 늦게 한다. 더 빠른 결과는 미들부룩 배지나 BACTEC의 사용으로 얻을 수 있다.
결핵균 분석을 위한 면역크로마토그래픽 혈청학적 분석법이 또한 개발되었다.

## 치료
치료는 통상 외래 환자를 기반으로 관리되며, 주로 약제로 구성된다. 종종 치료는 6 ~ 9개월 간 치료 요법을 따르며, 2개월간은 이소니아지드, 리팜핀, 피라진아마이드를, 4개월간은 약의 감수성을 알기 전까지 이소니아지드와 피팜핀, 그리고, 에탐부톨 또는 스트렙토마이신을 복용한다. 약제 치료의 윤곽은 연구소의 결과에 따라 달라질 수 있다.
증상 없는 비활성 균을 갖고 있는 사람들에게 항생제는 치료의 일부이며, 이들은 감염이 활성화되는 것을 막아준다. 사용되는 항생제로 이소니아지드(INH)를 보통 12개월 간 복용하여 장래의 활성화를 방지한다. 어쨌거나, 이 약은 임신 중이거나, 간 질환, 알콜중독 등이 있는 경우는 복용하면 안된다. 또한, 여러 부작용이 보고되었다. 일부는 생명을 위협할 수 있는 것들이다. 약제에 의한 부작용 중 하나는 말초신경장애, 즉, 감각이 극단적으로 둔해지는 병으로, 보통 이소니아지드와 함께 비타민 B6을 복용하면 방지하거나 피할 수 있다.
세균이 활동적인 환자는 종종 여러 약을 함께 사용하여 치료한다. 주요 항생제로는 이소니아지드가 리팜피신, 에탐부톨, 피라진아마이드와 함께 쓰인다.
주사로 약제가 주어지는 스트렙토마이신 또한 사용될 수 있다. 특히, 병세가 심한 경우, 또는/그리고, 환자가 약을 제대로 복용하지 않는 경우에 사용한다.
보통, 치료는 수개월 간 지속된다. 하지만, 어떤 경우는 해를 넘기기도 한다. 주로, 치료의 성공률은 환자의 준수와 처방한 대로 약을 복용할 수 있는지에 밀접하게 관련되어 있다.

## 역사
결핵에 대한 인식은 오래되었으나, 그 명칭은 시대에 따라 바뀌었다. 결핵균은 1882년 3월 24일, 로베르트 코흐에 의해 처음으로 발견되었다. 그는 이 발견으로 1905년 노벨 생리학·의학상을 수상하였다. 결핵균은 '코흐의 간균'으로 알려지기도 했다.

## 같이 보기
- 투베르쿨린 (tuberculin)
- 망투 검사 (Mantoux test)